# Nordiska författarrådet
Nordiska författar- och översättarrådet, tidigare Nordiska författarrådet, är ett nordiskt samarbete mellan författar- och översättarråd. Rådet bildades 1919. Rådet är en sammanslutning av 19 nordiska författar- och översättarorganisationer, bland andra Norsk Oversetterforening och Sveriges Författarförbund.
Rådets arbete syftar till att stärka samarbetet mellan författare och översättare i de nordiska länderna, bland annat genom omvärldsbevakning och förhandlande av villkor. 1947 förhandlade man fram det första nordiska normalkontraktet tillsammans med Nordiska Bokförläggarrådet samt de respektive rådens nationsspecifika medlemsorganisationer.

## Medlemsorganisationer
- Dansk Forfatterforenning
- Danske Skønlitterære Forfattere
- Finlands Svenska Författarförening
- Finlands Översättar- och Tolkförbund, FÖTF
- Suomen Kirjailijaliitto
- Suomen Nuorisokirjailijat
- Suomen Tietokirjailjat
- Rithøvundafelag Føroya
- Kalaallit Atuakkiortut
- Hagthenkir
- Rithöfundasamband Islands
- Den Norske Forfatterforening
- Norsk Faglitterær Forfatter- og Oversetterforening, NFF
- Norsk Oversetterforening
- Norske Barne- og Ungdomsbokforfattere
- Norske Dramatikeres Forbund, NDF
- Samí Girjecálliid Searvi
- Sveriges Författarförbund
- Sveriges Läromedelsförfattares Förbund